# 深水炸弹

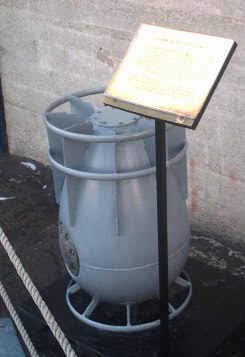
美國海軍於二戰的Mk XI型深水炸彈

深水炸彈設定不同深度的影響

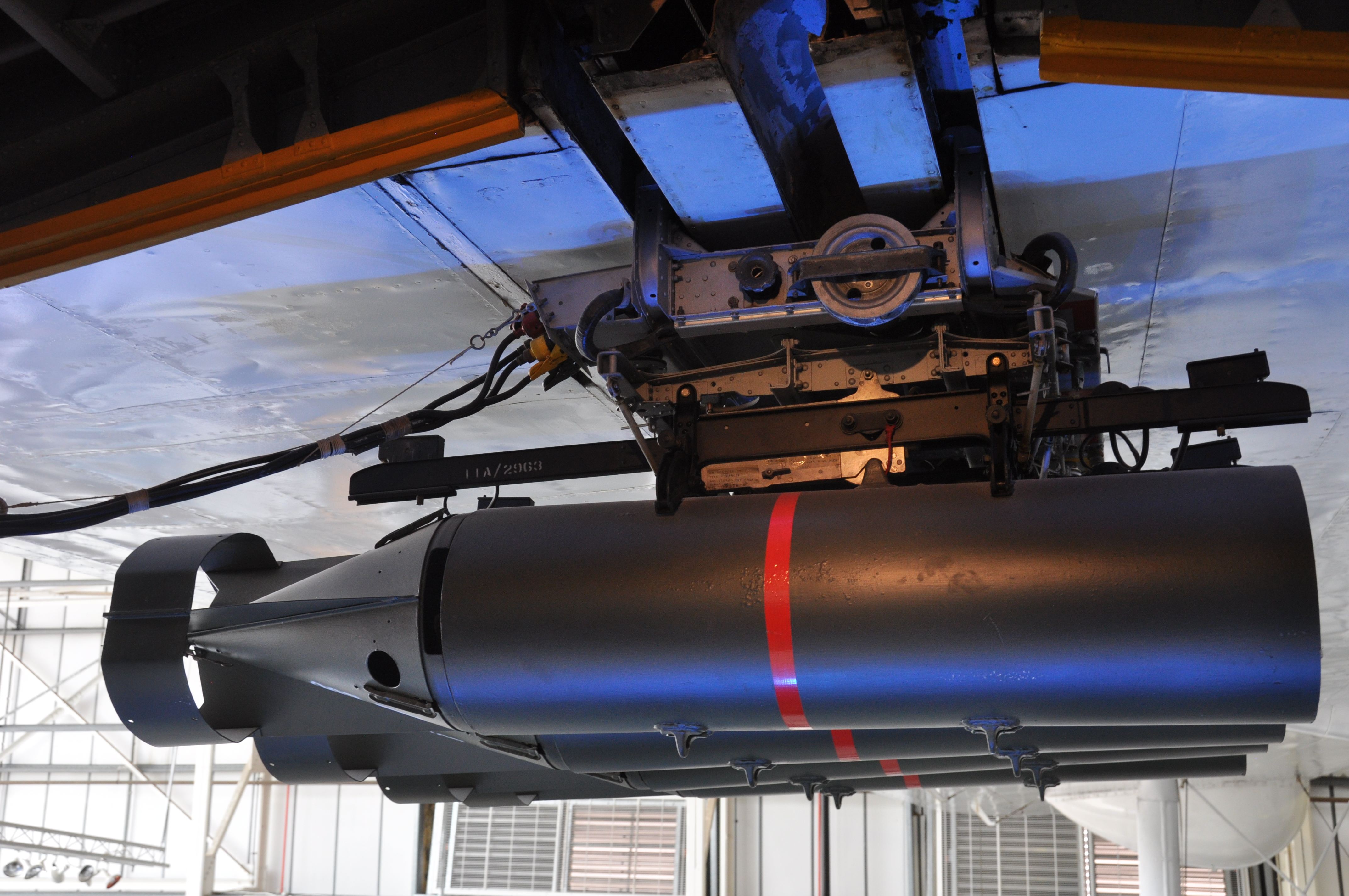
桑德蘭水上飛機掛載的深水炸彈

深水炸彈又稱深彈（英語：depth charge），是一種在反潛作戰中攻擊潛艇的武器，它在第一次世界大戰誕生，外觀多近似桶狀，通常裝有定深引信，在投入水中後下沉到一定深度会自動爆炸，製造震波與水壓殺傷潛艇，即便沒直接擊中潛艇，其爆破的振動亦能損傷附近的船身或艦內的船員。深水炸彈可以由各種海上與空中載具投放，包括各種船舶、反潛機、直升機。深水炸彈在第二次世界大戰期間被廣泛地使用，現在它的戰術地位已慢慢地被艦艇、反潛機或反潜直升机搭載的魚雷與反潛飛彈取代。

## 構造

### 雷管
用於引爆炸藥，和一支針及彈簧連接。

### 針
連接彈簧及針，用於擊穿雷管從而引爆炸藥。

### 彈簧
位於雷管及針中間，在未投入水中時是可以調校的，用於調校引爆深度。在水中時水壓會把針往內壓，彈簧便會收缩，最後針便會擊穿雷管。

## 歷史

### 一戰

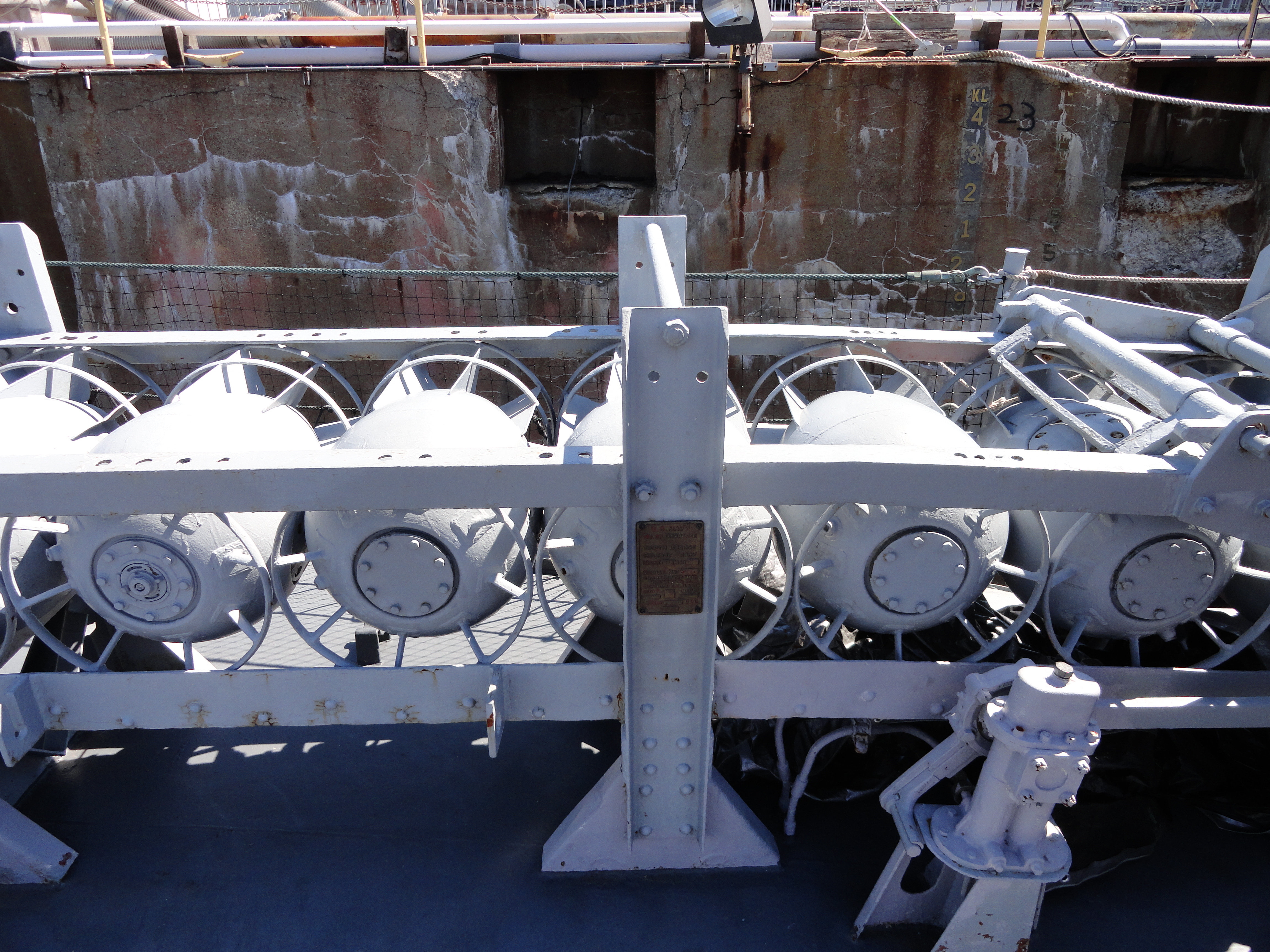
弗萊徹級驅逐艦的深水炸彈投放軌道

深水炸彈開發始於英國，但是原先它並不是用於對抗潛艦，而是英國皇家海軍魚雷專校應海軍上將傑立科之要求開發的「掃雷」工具，稱為投擲水雷。在1914年，位於英國謝菲爾德的福生鋼廠（Thomas Firth and Sons）開發出以水壓變化作為啟爆機制的液壓啟爆（hydrostatic pistol）機制，搭配此引信的Mark II深水炸彈重1,150磅（520公斤）、有效破壞區域100英尺（30.48公尺），深水炸彈由船尾施放，可在45英尺（13.71公尺）深度爆炸，雖然有效，但也可能毀損到投放深水炸彈的船隻，因此皇家海軍學院弗農號（英軍的魚雷與水雷作戰研發與訓練學校）赫伯特·泰勒進行改良研發。
第一款用於實戰的深水炸彈稱為「D型」，在1916年1月投入使用。D型深水炸彈為一個圓柱體結構，施放後下沉速度每秒2.1公尺，有兩種規格：D型（重140公斤，裝藥130公斤），引爆深度12公尺，殺傷區域10公尺、D*型（重54公斤，裝藥50公斤），引爆深度24公尺，殺傷區域5公尺，D型深水炸彈的內裝炸藥為TNT，但若物資不足的時候也有使用阿馬托。會有兩種型號是為了因應施放艦艇的速度，避免船艦未能及時脫離爆破傷害區。D型深水炸彈的首場實戰是1916年3月22日Q船在愛爾蘭凱里郡外海獵殺德意志帝國海軍U-68號潛艦，德國是在1916年4月15日U-67與U-69號被獵殺失敗後，於4月20日瞭解到深水炸彈此一發明。在1916年被深水炸彈擊殺的德國潛艦還包括了UC-19、UB-29兩艘。
深水炸彈投入的初期因產量不足，因此英軍的反潛艦只能攜帶2顆D型深水炸彈，但是這數量隨著量產啟動後迅速增加，1917年6月可以撥發每艘4顆、1917年8月每艘6顆，至1918年可以為每艘船撥發30-50顆深水炸彈。深水炸彈的使用量也從1917年初每個月100枚增加到300枚，第一次世界大戰結束前6個月每個月平均使用1,745枚。投射數量也反映在獵潛戰果上，英國皇家海軍在一戰中施放74,441枚深水炸彈、進行16,451次交戰，擊沉潛艦38艘、擊傷140艘。
由於船隻需要攜帶更多的深水炸彈，影響到船隻的重心配置與航行穩定性，部分反潛艦艇開始拆除對水面艦武器（如中口徑炮、魚雷管）去改裝深水炸彈。此外英國也繼續改良D型深水炸彈水壓的引信，增加可用深度，改良後水壓引信可在50英尺（15.24公尺）啟動，後來改良至200英尺（60.96公尺），這個數值至1918年協約國戰勝時是300英尺（91.44公尺），由於引信的性能改良，讓航速10節以下的船隻也能安全地運用大威力深水炸彈，原本破壞力較弱的D*型深水炸彈也就停產。
美國在1917年3月取得D型深水炸彈的全套工程設計圖，美國海軍武備署得到設計圖後進行了一些調整，並在美國申請專利，以避免被英國開發者收取專利使用費。

### 一戰後至二戰末

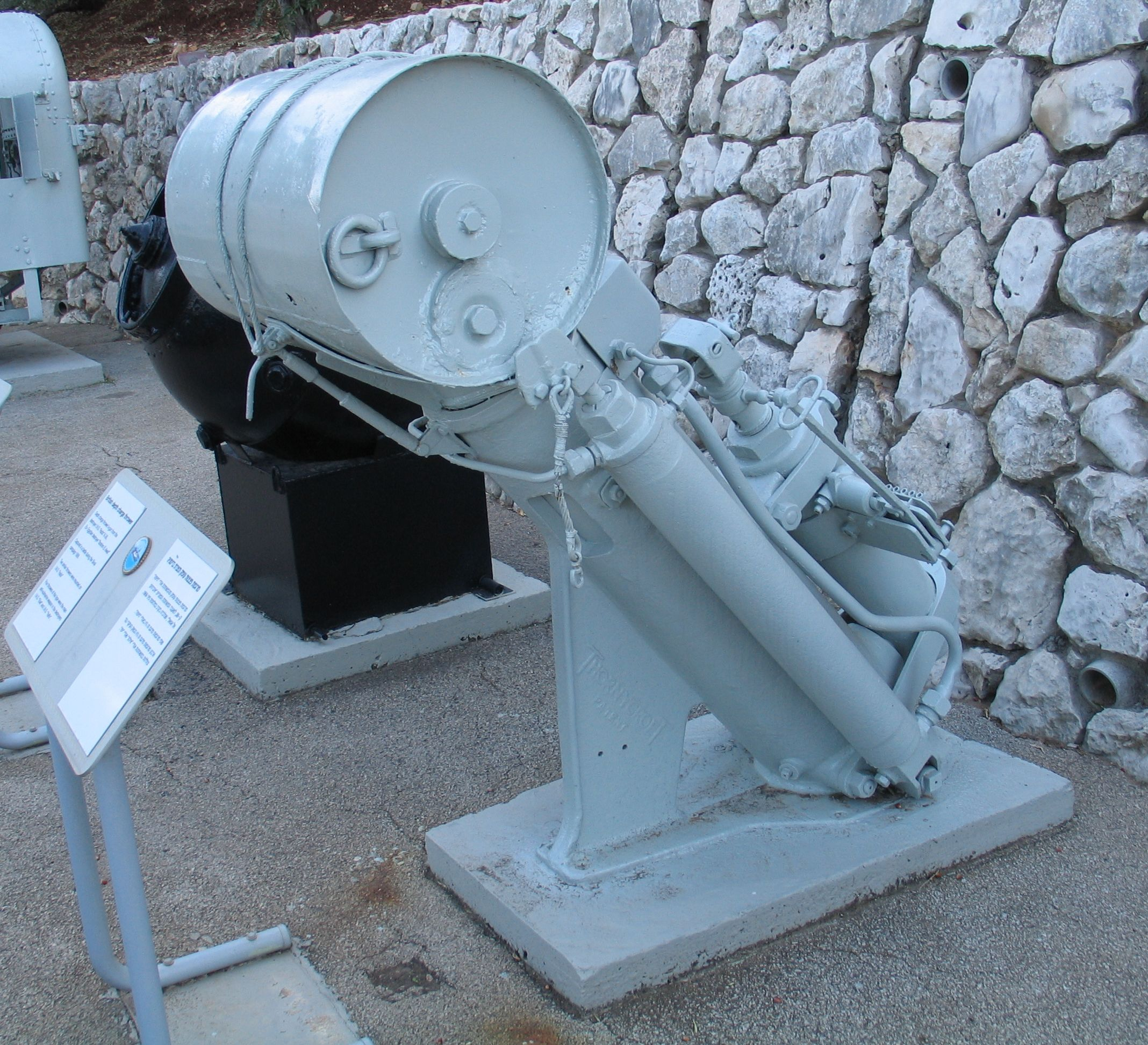
深水炸彈彈射器 (又稱K炮或Y炮)

深水炸彈經歷了第一次世界大戰的實戰歷練後，已經被證明了是一款穩定有效的反潛兵器，後續改良主要是在內部器藝層面的精進，設計概念則是沒有重大改變。
美國在1943年研發出淚滴狀外殼的Mark 9深水炸彈，內裝炸藥為200磅的鋁末混合炸藥，流線狀的外型使它的下沉速度增加到每秒14.4英尺（4.4公尺），啟爆深度最深可設定為600英尺（180公尺）。此型深水炸彈後精進至下沉速度每秒22.7英尺（6.9公尺），啟爆深度1,000英尺（304.8公尺）。儘管深水炸彈的殺傷深度增加了，但是潛艦的潛航深度與靈敏性也有提升，如果不在潛艦15英尺內啟爆，基本上很難對潛艦壓力殼造成致命性的破壞。因此反潛作戰時得投擲數以百計的深水炸彈才可能讓敵方潛艦造成實質毀傷。像1945年4月盟軍獵殺U-427號潛艦時，曾向她投擲了678枚深水炸彈，但最後該艦仍成功脫逃。

### 二戰後至今

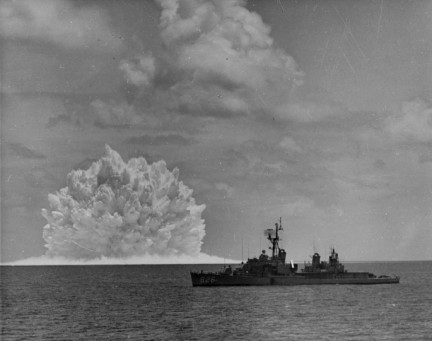
基靈級驅逐艦使用阿斯洛克反潛飛彈測試核深水炸彈

## 資料來源
1. 1 2 3 4  Tarrant 1989，第27頁
2. 1 2 3  McKee 1993，第49頁
3. 1 2 3  McKee 1993，第50頁
4. 1 2 3  Tarrant 1989，第40頁
5. ↑  US 1321428,Fullinwider, Simon P. & Chester T. Minkler,「Horn Mine」,发表于1917-11-17,发行于1919-11-11
6. ↑  , Explosion – Museum of Naval Firepower,   [2012-09-29]
7. ↑  Prudames, David, , Brighton, UK: Culture24, 2003-08-20  [2012-09-29], （原始内容存档于2012-09-29）